# Armen Vardanyan
Pour les articles homonymes, voir Vardanyan.
Armen Frunzekovych Vardanyan (en ukrainien : Армен Фрунзікович Варданян, né le 30 novembre 1982 à Léninakan) est un lutteur ukrainien d'origine arménienne, spécialiste de la lutte gréco-romaine. Il concourt essentiellement dans la catégorie des moins de 66 kg.

## Carrière
Armen Vardanyan concourt sous les couleurs arméniennes, jusqu'en 1999, où il s'installe en Ukraine et prend la nationalité ukrainienne.
En 2008, Armen Vardanyan remporte la médaille de bronze en lutte gréco-romaine (- de 66 kg) aux Jeux olympiques de Pékin.
Dans sa carrière, il a notamment obtenu deux médailles d'argent aux Championnats du monde, en 2003 et 2010, ainsi que deux titres européens en 2004 et 2008.

## Palmarès
| Date | Compétition           | Lieu      | Résultat | Catégorie  |
| ---- | --------------------- | --------- | -------- | ---------- |
| 2003 | Championnats d'Europe | Belgrade  | 2e       | - de 66 kg |
| 2003 | Championnats du monde | Créteil   | 2e       | - de 66 kg |
| 2004 | Championnats d'Europe | Haparanda | 1er      | - de 66 kg |
| 2004 | Jeux olympiques       | Athènes   | 5e       | - de 66 kg |
| 2008 | Championnats d'Europe | Tampere   | 1er      | - de 66 kg |
| 2008 | Jeux olympiques       | Pékin     | 3e       | - de 66 kg |
| 2010 | Championnats du monde | Moscou    | 2e       | - de 66 kg |
| 2015 | Championnats du monde | Las Vegas | 2e       | - de 71 kg |